# Кан (річка)
Кан (рос. Кан) — річка в Красноярському краї Росії, права притока Єнісею.
Довжина - 629 км, площа водозбірного басейну - 36,9 тис. км², течія звивиста. Витік - на північних схилах хребта Канське Білогір'я в Східному Саяні. Річка від місця впадіння річки Агул сплавна і судноплавна.

## Топоніміка
Походження назви річки Кан точно не з'ясовано.
Існує версія, назва походить від тюркського кан - кров. За місцевими легендами, колись на берегах річки відбулася велика битва між монголо-татарами та місцевими племенами, і річка стала червоною від крові безлічі вбитих. Однак, ця легенда, ймовірно, є народною.

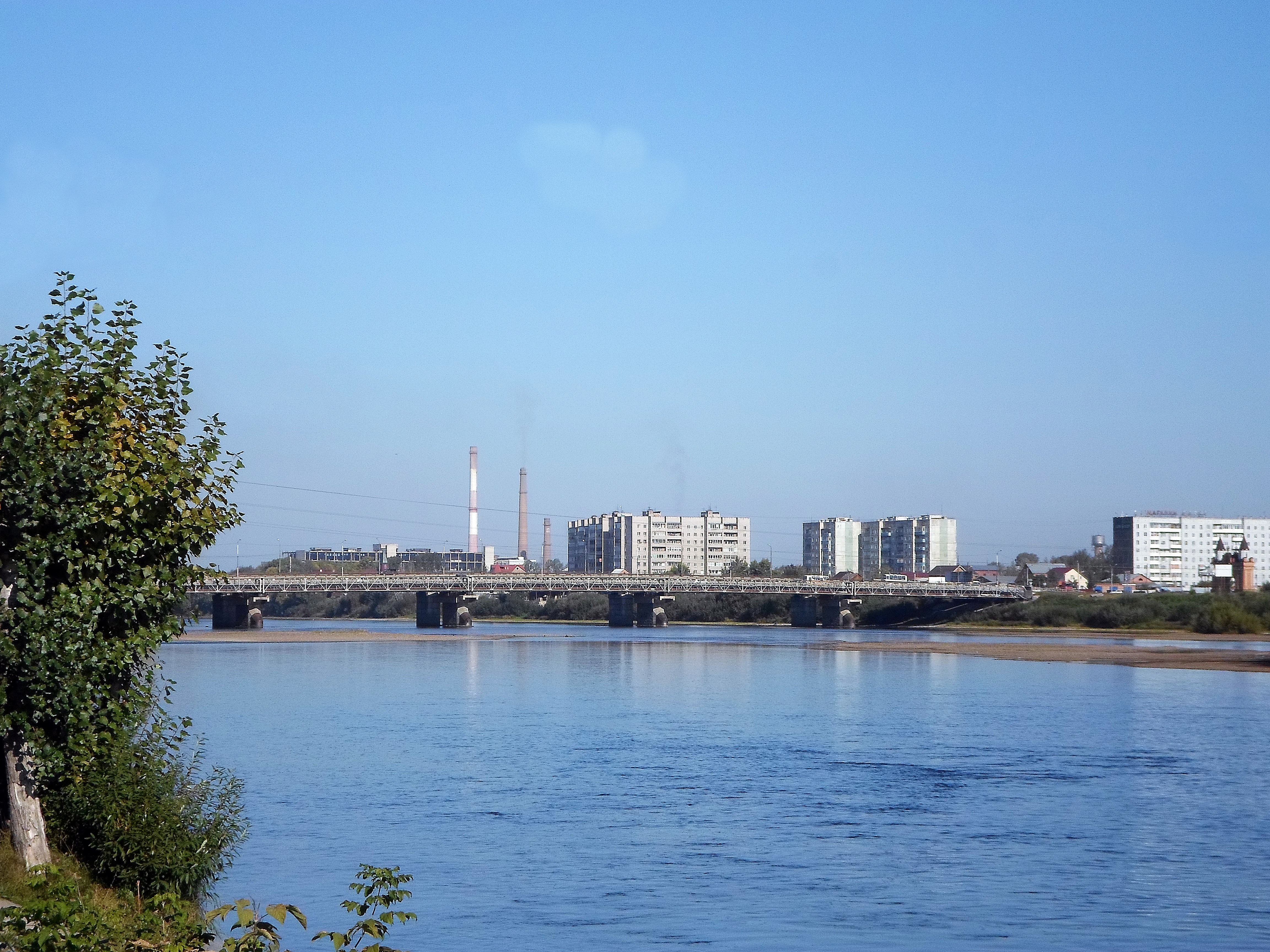
Річка Кан в місті Канськ

Є думка, що топонім дійсно утворений від тюркського кан - кров, тільки в переносному значенні. В долині річки присутні піщано-глинисті ґрунти червоного кольору, і в притоках Кана нерідко утворюється осад іржі. Можливо, назва Кан сталося саме від цього .
Також слово кан в тюркських мовах може мати й інше значення - рудня, руда. Передбачається, що це значення даного слова в тюркські мови перейшло з іранських. За допомогою цього слова пояснюють, наприклад, топонім Канн в Узбекистані .
Є припущення, що назва Кан походить від евенкійського зменшувального суфіксу -кан'. Однак, незважаючи на те, що структура евенкійської мови відрізняється від російської, назва у вигляді голого суфіксу неможлива навіть в евенкійській мові .
У тувинців є ім'я Кан-оол (тув. Каң-оол - сталевий син, хлопець).
Деякі пов'язують цей топонім з давнім топонімічних терміном kang/kan, який широко поширений в Південній Азії і означає річка .
На думку Юрія Кисловського, бібліографа з Канська, гідронім Кан має давньоіранські коріння і означає священне джерело .

## Долина річки
У верхів'ях своїх Кан і Агул утворюють мальовничі долини і ущелини. Після виходу з гір Кан протікає по горбистій, родючій місцевості. Загальний напрямок течії річки в її верхів'ях до впадання в неї зліва річки Оджи, або Анжи, з півдня на північ і північний захід; звідси до гирла річки Агул на північний схід, далі до Канська на північно-північний схід, звідси річка повертає на захід-північний захід і великими закрутами протікає до впадання в неї річки Барги, звідки до гирла свого має північно-західний напрямок.

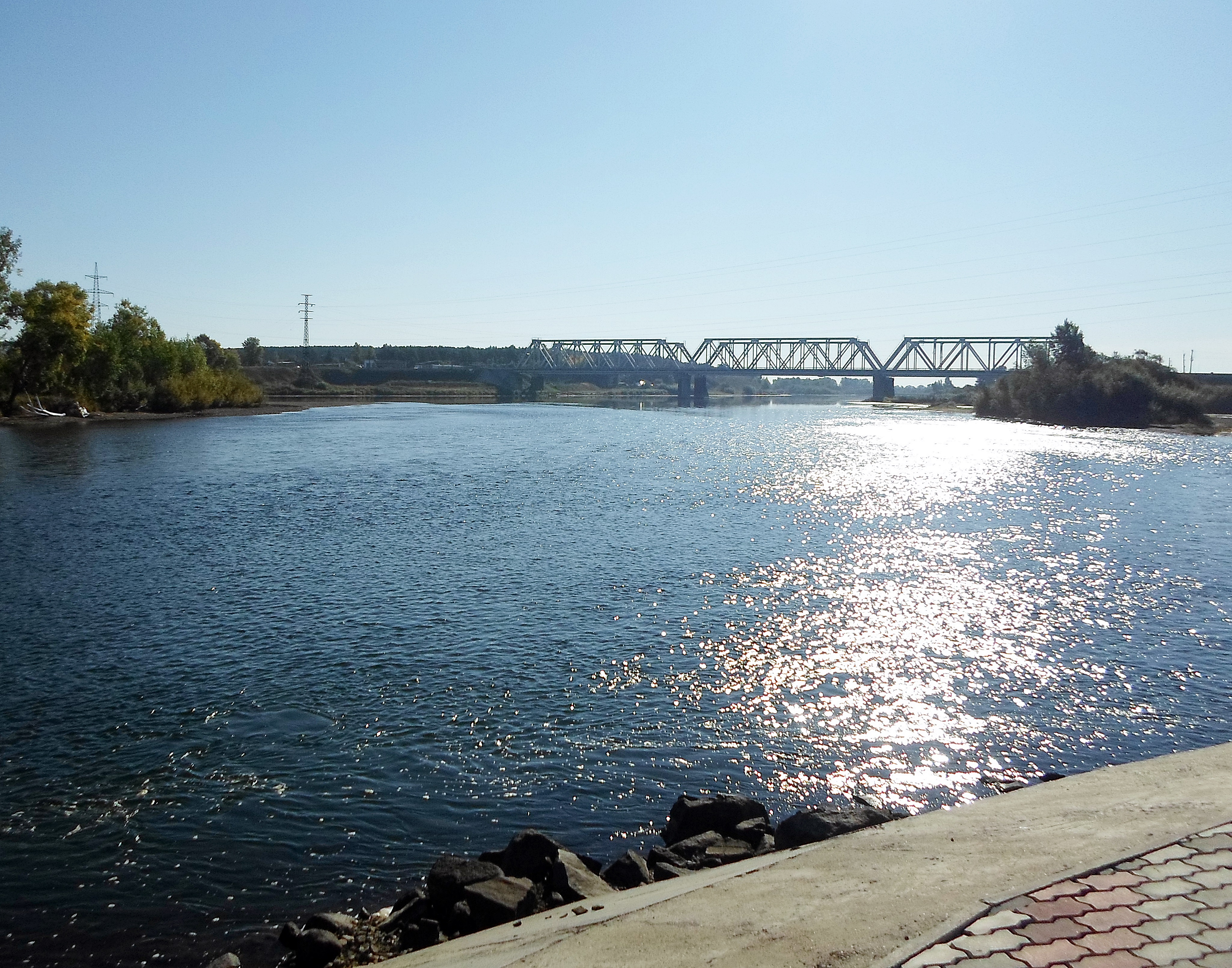
Міст Транссибу через Кан в Канську

В Кан впадає річка Агул, що протікає через гірське Агульське озеро, і значні річки Б. Пізо і Хайдамжа. Агул має до 215 км довжини; приймає справа реки Ремзі, Велику і Малу Немереть, Єрму й інші, з лівих більш значний Кунгус. Загальний напрямок течії Агула з південного сходу на північ і північний захід. Річка Рибна випливає з північно-східного боку гірського відрогу, що йде по правій стороні річки Мани, довжина 180 км. Долина Рибної, крім її верховий і особливо пониззя, досить густо заселена; сама Рибна, хоча і має від 20 до 55 м ширини, вельми неглибока і може бути зарахована до річок сплавних. У Рибну впадають справа річка Конок з своїми притоками Кирлик і Ундик, зліва річка Балай і Уяр. Ширина річки Кан вище річки Агул від 130 до 175 метрів, нижче - від 215 до 425 м.
Міста на річці Кан - Канськ, Зеленогорськ.